# Lo Squartatore Selvaggio
Lo Squartatore Selvaggio (Deduce, You Say) è un film del 1956 diretto da Chuck Jones. È un cortometraggio d'animazione della serie Looney Tunes, uscito negli Stati Uniti il 29 settembre 1956. Il corto è una parodia delle opere con protagonista Sherlock Holmes, con Daffy Duck nei panni dell'ottuso detective Dorlock Homes e Porky Pig in quelli del suo assistente Watkins (parodia del dottor Watson). Dal 1999 il corto viene distribuito col titolo Le deduzioni di Dorlock Homes, che nelle edizioni DVD è scritto erroneamente Le deduzioni di Dorlock Holmes. Il titolo originale (che nelle locandine è scritto con la grafia Deduce, You Say!) è invece un gioco di parole sull'esclamazione "The deuce you say!", traducibile con "Ma davvero!".

## Trama
Dorlock Homes vive in Beeker Street a Londra col suo assistente Watkins, che narra le sue indagini. All'interno del loro appartamento, Homes è impegnato attivamente nella deduzione – la deduzione fiscale di costi quali lenti di ingrandimento, tabacco da fiuto e tariffe dei taxi da e verso la scena del delitto. Dopo aver bussato alla porta, un postino cade nel loro appartamento. Mentre Homes lo considera avvelenato, il postino si rialza e lo rimprovera per non aver riparato lo scalino. Nel telegramma, un criminale chiamato Affettatore dello Shropshire afferma di essere evaso. Homes e Watkins vanno in un pub frequentato dall'Affettatore, dove i tentativi di Homes di raccogliere indizi gli fanno rimediare delle freccette sul becco. Quando l'Affettatore finalmente arriva, Homes tenta ripetutamente di arrestarlo, ma egli si rivela molto più forte e lo sconfigge senza fatica. Watkins, d'altro canto, gli parla molto più educatamente e non solo gli fa dichiarare volontariamente la sua identità, ma lo persuade a tornare in prigione. In quel momento arriva un'anziana fioraia, e Homes la accusa di vendere fiori senza licenza minacciando di arrestarla. L'Affettatore geme "Mamma!", afferra Homes per il collo e inizia a picchiarlo. L'Affettatore e sua madre poi se ne vanno, mentre lui le spiega di aver promesso al "gentile signore" che si sarebbe costituito. Watkins chiede al malmenato Homes in quale scuola ha imparato a fare il detective, e lui risponde: "Elementari, mio caro Watkins. Elementari".

## Distribuzione

### Edizione italiana
Il corto arrivò in Italia direttamente in televisione negli anni ottanta. Il doppiaggio fu eseguito dalla Effe Elle Due e diretto da Franco Latini su dialoghi di Maria Pinto. In questa versione, i cui dialoghi in gran parte si discostano dagli originali, Homes e Watkins si chiamano Holmes e Watson, l'Affettatore dello Shropshire si chiama Squartatore Selvaggio, Lady Ashtabula si chiama Lady Arabella e Alfie si chiama Ralphie. Inoltre non fu usata la colonna internazionale, sostituendo la musica presente mentre i personaggi parlano. La prima edizione VHS tuttavia presenta il corto in inglese. Nel 1999, per l'inclusione nella VHS Pacco a sorpresa!, il corto fu ridoppiato dalla Angriservices Edizioni sotto la direzione di Renzo Stacchi su dialoghi più corretti di Giorgio Tausani e usando la colonna internazionale. In DVD viene però usato il primo doppiaggio.

### Edizioni home video

#### VHS
America del Nord
- Daffy Duck: The Nuttiness Continues... (1985)

Italia
- Daffy Duck: The Nuttiness Continues... (1986)
- Daffy Duck n. 3 (ottobre 1991)
- Pacco a sorpresa! (1999)

#### Laserdisc
- Ham on Wry: The Porky Pig Laser Collection (10 marzo 1993)

#### DVD e Blu-ray Disc
Il corto fu pubblicato in DVD-Video in America del Nord nel secondo disco della raccolta Looney Tunes Golden Collection: Volume 1 (intitolato Best of Daffy & Porky) distribuita il 28 ottobre 2003; il DVD fu pubblicato in Italia il 2 dicembre 2003 nella collana Looney Tunes Collection, col titolo Daffy Duck & Porky Pig. Il 1º novembre 2011 fu inserito nel primo DVD della raccolta The Essential Daffy Duck, mentre il 15 novembre fu inserito nel DVD Daffy Duck della collana I tuoi amici a cartoni animati!. Fu infine incluso, con un commento audio opzionale di Constantine Nasr, nel primo disco della raccolta Blu-ray Disc e DVD Looney Tunes Platinum Collection: Volume Two, uscita in America del Nord il 16 ottobre 2012.

## Accoglienza
Nel 2010 il film fu selezionato per l'inclusione nel libro di Jerry Beck The 100 Greatest Looney Tunes Cartoons; in tale occasione Beck scrisse: "Lo Squartatore Selvaggio è un film scandalosamente spiritoso che parodia sia i libri originali di Sherlock Holmes di Conan Doyle che le versioni cinematografiche di Hollywood (...) La premessa permise a Jones di combinare la frenetica azione animata di Daffy con i sottili atteggiamenti, espressioni facciali e pose di Porky, che suscitano altrettante risate. Un atto di classe, e un cartone animato di prim'ordine".